# Velika gospodarska kriza
Velika gospodarska kriza, Velika ekonomska kriza ili Velika depresija (1929. – 1933.), nazivi su teškog sloma cijelih nacionalnih gospodarstva u svim važnijim industrijskim državama koja je počela 1929., a očitovala se, između ostalog, slomom cijelog niza privrednih subjekata, masivnom nezaposlenošću i deflacijom. Istovremenost pojavljivanja krize u raznim područjima nacionalne ekonomije bila je pospješena naraslom međusobnom isprepletenošću pojedinih dijelova gospodarstva kao i ekonomija raznih država te povezanošću financijskih tokova odnosno naraslom pokretljivošću kapitala ali i nepostojanjem određenih elemenata regulacije tržišta koji se danas podrazumijevaju. Svjetska ekonomska kriza prekinula je tzv. "zlatne dvadesete godine".

## Pregled
U početku je lagani pad rasta svjetski vodećeg gospodarstva SAD-a doveo spekulativno precijenjeno tržište dionicama i drugim vrijednosnim papirima u listopadu 1929. do sloma ("crni petak"). To je dovelo do okretanja tokova kapitala. Kapital, koji je u godinama prije toga bio investiran u druge nacionalne ekonomije, na brzinu je povlačen. U Europi (ali i u drugim zemljama svijeta) je to povlačenje kapitala izazvalo najteže oblike krize u njihovim ionako slabim ekonomijama. U cijelom lancu događanja došlo je do masivne nezaposlenosti i ogromnog pada međunarodne razmjene. 
U raznim državama se na izazove reagiralo različito: polazeći od Skandinavije, a naročito Švedske, demokracije koje su funkcionirale počele su, prelazeći u socijalne države, s intervencijama u tržišna događanja. Kolebljive pokušaje interveniranja američkog Predsjednika Hoovera je njegov nasljednik Franklin D. Roosevelt od 1933. pojačao, a skup primijenjenenih mjera ostao je u ekonomskoj teoriji poznat pod imenom New Deal. Najpoznatija mjera je bilo financiranje javnih radova, kao mjere za pokretanje investicija, povećanim zaduživanjem države (kasnije poznatim pod nazivom deficitno financiranje). Mnoge države (npr. Velika Britanija) tada odustaju od povezivanja vrijednosti svojih valuta uz zlato (što je do tada bilo pravilo) kako bi barem sačuvali svoje valutne rezerve. Druge države (npr. Weimarska Republika) su pokušale jačanjem vrijednosti svojih valuta dovesti pod kontrolu raspad ekonomije, što je imalo za posljedicu katastrofalni pad standarda i dovelo do ogromne socijalne krize. To je, opet, otvorilo put radikaliziranju politike i u Njemačkoj pogodovalo usponu nacionalsocijalizma. Države poput Italije i Japana, i kasnije Njemačke, su potražile izlaz iz krize u ratnoj industriji, čime riješen problem nezaposlenosti.

## Posljedice
U SAD-u, gdje je sve počelo, nakon sloma čitave ekonomije, svaki četvrti Amerikanac je ostao bez posla, tako da je oko 15 milijuna ljudi bilo nezaposleno. Prosječne nadnice su pale za 60%, a prihod od poljoprivrede za 50%. Kako je do tada ekonomija SAD-a bila vodeća i u neku ruku pokretač razvoja svjetske privrede, tako se i kriza prelila iz Amerike u cijeli svijet. Posljedice su se osjetile u svim zemljama svijeta, a najteže je bilo industrijski razvijenijim državama.